# Oberloisdorf
Oberloisdorf (węg. Felsőlászló, burg.-chorw. Nadrloštrof) – gmina w Austrii, w kraju związkowym Burgenland, w powiecie Oberpullendorf. 1 stycznia 2014 liczyła 782 mieszkańców.